# ФК Раднички Пирот
ФК Раднички Пирот је фудбалски клуб из Пирота, и тренутно се такмичи у Српској лиги Исток, трећем такмичарском нивоу српског фудбала.

## Историја
1945. године формиран је фудбалски клуб „Раднички“ који је током година које су уследиле постао заштитни знак града. Од 1969. године клуб се са краћим прекидима такмичи у другој савезној лиги и на „вечитој листи“ се налази међу првих двадесет клубова у земљи. Један од најзаслужнијих људи за овакав успон Радничког сигурно је Драган Николић. Изузетан спортски радник и велики заљубљеник у фудбал био је на челу „белих“ у тренуцима највећих успеха. Руководство клуба га је у знак захвалности прогласило за доживотног почасног председника, а такође и стадион Радничког носи његово име. 
У три наврата 1975/76., 1976/77. и 1995/96. Раднички је био на домак пласмана у Прву савезну лигу. У тим сезонама Раднички је освајао треће место у првенству, а у елиту су испред њега одлазили Вардар Скопље, Приштина и Напредак Крушевац. У најмасовнијем такмичењу, Купу Југославије, 1975/76. стигли су до четвртфинала где су поражени од Динама из Загреба. Пре тога у осмини финала „бели“ су победили велику Црвену звезду резултатом 4:2. У сезони 2004/05. Раднички је стигао до четвртфинала Купа Србије и Црне Горе, када је у Пироту поражен од београдског Рада са 1:0.
Оно што је можда и значајније је да су боје клуба носили многи сјајни појединци. Дрес са државним грбом облачили су: Јован Анђелковић, Јован Станковић и Радивоје Манић. У дресу Радничког највише је пружио Мирољуб Ђорђевић, који је за Раднички одиграо 408 званичних утакмица и постигао 150 голова, тај његов рекорд још дуго неће бити достигнут. 1995. године поводом прославе педесетогодишњице клуба проглашен је за најбољег играча „Радничког“ свих времена. Такође је много великих асова који су са стране долазили у Пирот и овде започињали сјајне каријере попут: Слободана Јањуша, Љубе Стевановића, Милана Радовића, Матеје Кежмана, Ненада Јестровића, Милијана Тупајића, Владимира Петковића, Ивана Гвозденовића.

## Стадион
Стадион „Драган Николић“, познат и као Стадион крај Нишаве, је стадион са више намена у Пироту, Србија. Тренутно се користи највише за фудбалске мечеве и он је домаћи терен Радничког. Стадион је изграђен 1961. године, а има капацитет од 6.816 седећих места.

## Новији резултати
| Сезона   | Ранг | Лига              | Позиција | ИГ | Д  | Н  | П  | ГД | ГП | ГР  | Бод | Куп                  |
| -------- | ---- | ----------------- | -------- | -- | -- | -- | -- | -- | -- | --- | --- | -------------------- |
| 2008/09. | 3    | Српска лига Исток | 10.      | 28 | 9  | 5  | 14 | 22 | 30 | -8  | 32  | Претколо             |
| 2009/10. | 3    | Српска лига Исток | 4.       | 30 | 13 | 4  | 13 | 53 | 40 | +13 | 43  | Није се квалификовао |
| 2010/11. | 3    | Српска лига Исток | 2.       | 30 | 16 | 4  | 10 | 51 | 34 | +17 | 52  | Није се квалификовао |
| 2011/12. | 3    | Српска лига Исток | 10.      | 30 | 10 | 10 | 10 | 34 | 30 | +4  | 40  | Није се квалификовао |
| 2012/13. | 3    | Српска лига Исток | 3.       | 30 | 19 | 4  | 17 | 46 | 14 | +32 | 61  | Није се квалификовао |
| 2013/14. | 3    | Српска лига Исток | 4.       | 30 | 15 | 3  | 12 | 44 | 32 | +12 | 48  | Није се квалификовао |
| 2014/15. | 3    | Српска лига Исток | 2.       | 30 | 18 | 5  | 7  | 68 | 25 | +43 | 59  | Није се квалификовао |
| 2015/16. | 3    | Српска лига Исток | 1.       | 30 | 19 | 9  | 2  | 54 | 20 | +34 | 66  | Није се квалификовао |
| 2016/17. | 2    | Прва лига Србије  | 6.       | 30 | 12 | 7  | 11 | 30 | 31 | -1  | 43  | Није се квалификовао |
| 2017/18. | 2    | Прва лига Србије  | 13.      | 30 | 8  | 7  | 15 | 28 | 39 | -11 | 31  | Осмина финала        |
| 2018/19. | 3    | Српска лига Исток | 1.       | 34 | 27 | 4  | 3  | 96 | 19 | +77 | 85  | Шеснаестина финала   |
| 2019/20. | 2    | Прва лига Србије  | 6.       | 30 | 12 | 7  | 11 | 34 | 33 | +1  | 43  | Није се квалификовао |
| 2020/21. | 2    | Прва лига Србије  | 11.      | 34 | 10 | 9  | 15 | 32 | 46 | -14 | 39  | Шеснаестина финала   |
| 2021/22. | 3    | Српска лига Исток | 4.       | 28 | 14 | 5  | 9  | 62 | 31 | +31 | 47  | Претколо             |
| 2022/23. | 3    | Српска лига Исток | 2.       | 30 | 21 | 4  | 5  | 66 | 27 | +39 | 67  | Није се квалификовао |
| 2023/24. | 3    | Српска лига Исток | 4.       | 30 | 16 | 2  | 12 | 61 | 43 | +18 | 50  | Није се квалификовао |

## Тренутни састав
- Од 1. августа 2019.[2]

### Први тим
| Бр. |        | Позиција | Играч                 |
| --- | ------ | -------- | --------------------- |
| 1   | Србија | Г        | Звездан Цветановић    |
| 2   | Србија | О        | Никола Влајковић      |
| 3   | Србија | О        | Божидар Манчић        |
| 5   | Србија | С        | Давор Петров          |
| 6   | Србија | С        | Филип Толић (капитен) |
| 8   | Србија | О        | Бојан Дојкић          |
| 9   | Србија | Н        | Митар Радивојевић     |
| 10  | Србија | Н        | Милош Спасић          |
| 11  | Грчка  | Н        | Константинос Галеадис |
| 12  | Србија | Г        | Тома Коковић          |
| 18  | Србија |          | Оливер Тошић          |

| Бр. |        | Позиција | Играч                     |
| --- | ------ | -------- | ------------------------- |
| 20  | Србија | С        | Небојша Радичевић         |
| 21  | Србија | С        | Новак Петровић            |
| 22  | Србија | О        | Стефан Марковић           |
| 23  | Србија | С        | Урош Мирковић             |
| 25  | Србија | О        | Миодраг Каменовић         |
| 28  | Србија | Н        | Алекса Костић Милутиновић |
| 30  | Србија | С        | Страхиња Петровић         |
| 32  | Србија | С        | Марко Миленковић          |
| 33  | Србија | С        | Димитрије Побулић         |
| 37  | Србија | Г        | Растко Шуљагић            |
| 44  | Србија | О        | Немања Спасојевић         |

- За најновије промене у играчком кадру погледати Списак трансфера у летњем прелазном року 2019.

## Познати бивши играчи
| - Матеја Кежман - Ненад Јестровић - Иван Гвозденовић - Милош Дробњак - Милан Радовић - Слободан Јањуш - Љуба Стевановић - Мирољуб Ђорђевић - Милијан Тупајић | - Јован Анђелковић - Бојан Филиповић - Радивоје Манић - Јован Станковић - Марјан Живковић - Живорад Станковић - Драган Пунишић - Борис Милошевић - Зоран Стојановић - Братислав Мијалковић |